# Tour de France au Touquet-Paris-Plage

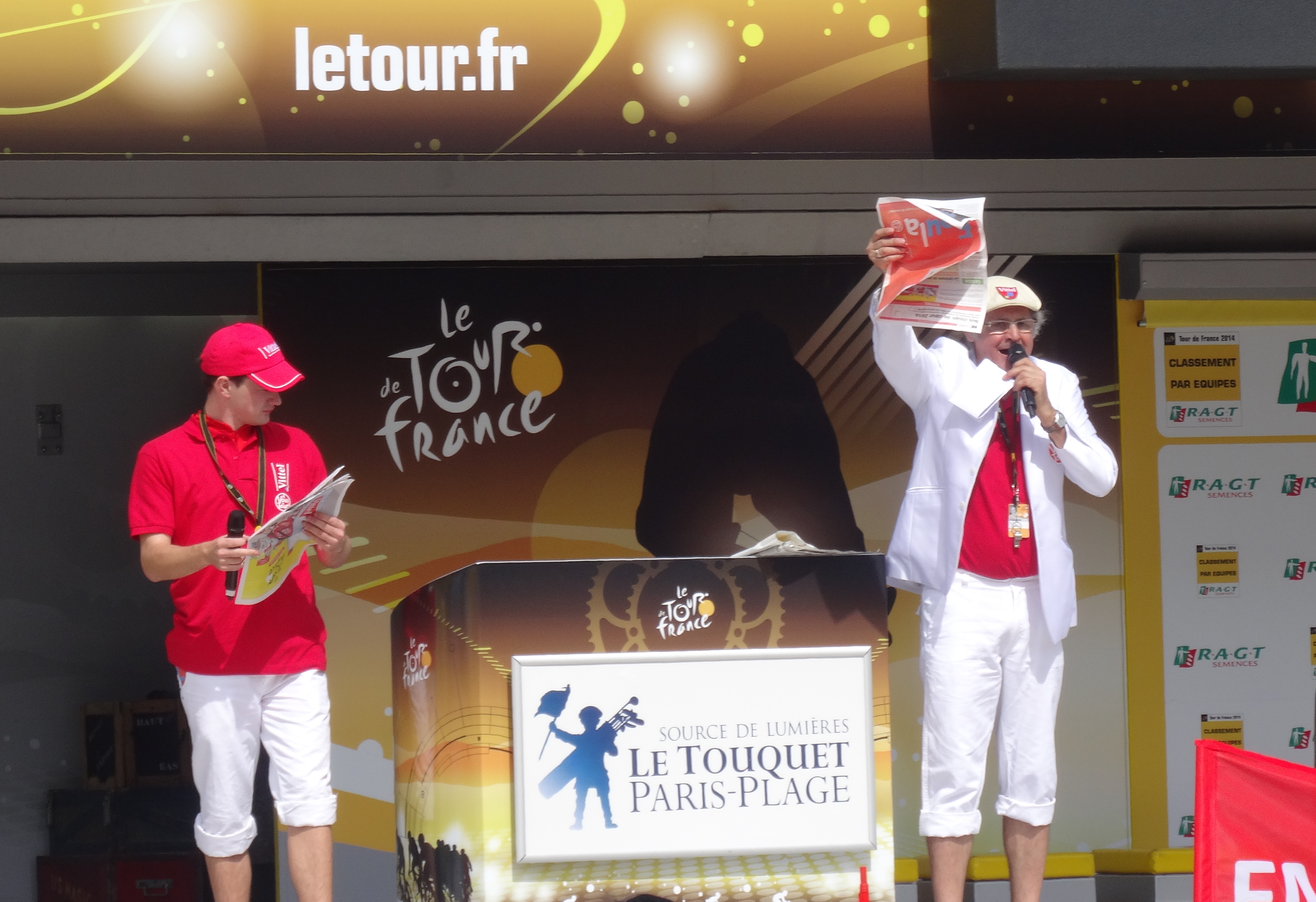
Le podium au départ de la quatrième étape du Tour de France, le 8 juillet 2014 au Touquet-Paris-Plage.

La page Tour de France au Touquet-Paris-Plage relate le passage du Tour de France cycliste au Touquet-Paris-Plage, commune française située dans le département du Pas-de-Calais en région Hauts-de-France.

## Passages du Tour de France au Touquet-Paris-Plage

### 1958
C'est en 1958, lors de la 45e édition que le Tour de France passe pour la première fois sur le territoire de la commune. La 3e étape « Dunkerque - Eu-Le Tréport-Mers-les-Bains » fait en effet une brève incursion de 300 mètres sur le territoire de la commune,.

### 1966
Le Tour de France passe pour la deuxième fois en 1966 lors de la 4e étape « Dunkerque-Dieppe ».

### 1971
En 1971, la commune est « ville-étape » pour la première fois.
En 1970, le conseil municipal présente la candidature de la commune comme ville-étape. En janvier 1971, dans l'hebdomadaire local, le député-maire Léonce Deprez écrit « […] Il a fallu plusieurs mois de négociations secrètes pour obtenir ce résultat, car contrairement à ce qui est écrit par une certaine presse désappointée, il y a une réelle compétition entre villes pour accueillir le Tour. La caravane du Tour (1 500 personnes) dépense par elle-même trois millions d’anciens francs par jour dans la ville où elle séjourne. C’est donc dire qu’en deux jours, elle paiera le double de la subvention prévue par la ville. La publicité et le courant d’affaires qui résultent de l’arrivée du Tour au Touquet et de son choix comme ville-étape présentent un intérêt exceptionnel. Et c’est pourquoi, il y a chaque année une rude compétition entre les villes-étapes possibles. Cet intérêt se chiffre en publicité seulement en plusieurs dizaines de millions d’anciens francs de publicité gratuite[…] ».
Le vendredi 2 juillet, les coureurs partent pour la 6e étape d'Amiens et arrivent au Touquet, avant une journée de repos. C'est l'italien Simonetti qui remporte l'étape.
L'étape Amiens-Le Touquet du vendredi 2 juillet précède une journée de repos. Le dimanche 4 juillet matin, les coureurs prennent l'avion à l'aéroport du Touquet-Paris-Plage pour rejoindre l'aéroport d'Orly près de Paris : ce sont les premiers transferts aériens de l'histoire du Tour de France.

### 1976
La commune accueille en 1976 la 3e étape.
Le 26 juin, les coureurs sont transférés par avion depuis Caen (Calvados). Ils disputent la 3e étape le lendemain : une course contre-la-montre longue de 37 km que remporte le belge Freddy Maertens, qui gagnera huit étapes en 1976 dont deux contre la montre,. Le 26 juin, les coureurs se lancent pour l'étape la plus longue du Tour cette année-là : Le Touquet-Bornem (en Belgique) d'une longueur de 258 km.

### 2001
Le dimanche 8 juillet 2001, lors de la première étape du Tour, les coureurs passent à Cucq à la limite du territoire de la commune du Touquet-Paris-Plage. Ils arrivent de Rang-du-Fliers où la course avait été arrêtée à un passage à niveau, et se dirigent vers Étaples puis Boulogne-sur-Mer, fin de l'étape.

### 2014

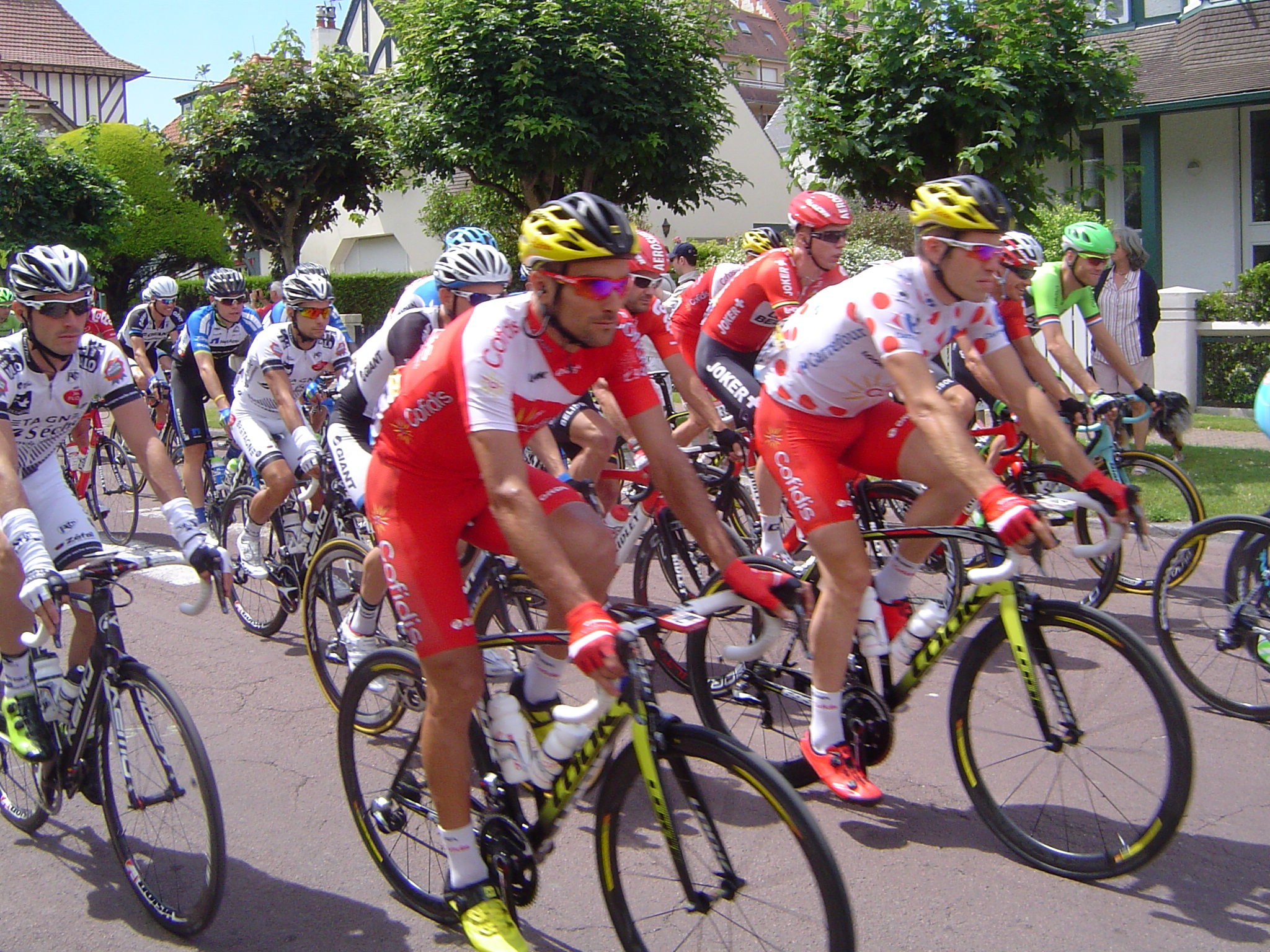
Les coureurs passent sur le boulevard Daloz.

En 2011, le conseil municipal prépare les fêtes du centenaire de la station, qui sera célébré en mars 2012. Daniel Fasquelle, maire de la commune, déclare « Nous, on n'avait pas postulé pour avoir le Tour de France. C'est cher d'être une ville étape et notre budget est serré. On consacre déjà beaucoup de moyens aux festivités du centenaire. » Mais il n'exclut toutefois pas l'idée de postuler un jour auprès des organisateurs.
En 2014, la ville est le départ de la quatrième étape « Le Touquet-Paris-Plage  -  Lille Métropole »,.

## Le seul Touquettois du Tour de France
C'est en 1928, que le Touquettois Julien Grujon participe au Tour de France. Dans l'édition du 1er juillet 1928 du  journal L’Eclaireur du Touquet Paris-Plage, on pouvait lire « Le Tour de France Cycliste passionne les foules. Les sportifs du Touquet-Paris-Plage suivaient avec intérêt le courage valeureux de leur compatriote Julien Grujon, engagé dans cette grande compétition. Julien Grujon est un de nos meilleurs routiers régionaux. Il a remporté de belles victoires notamment à Amiens. Il a eu l’audace de s’inscrire dans le groupe des touristes-routiers pour le Tour de France. Sans aide, sans manager, il a terminé les 8 premières étapes. Une souscription avait recueilli une somme importante parmi les amateurs de sports du Touquet, pour venir en aide à notre compatriote. Grujon a été éliminé dans les Pyrénées. Il mérite tous nos compliments pour le courage dont il a fait preuve au début de la course. Avec un peu plus d’expérience, il fera mieux l’an prochain. Espérons aussi que ses amis du Touquet, mieux avertis, ouvriront leur souscription plus tôt et permettront à Grujon de mieux organiser ses soins aux étapes. ».
Julien Grujon est né le 7 mai 1904 à Houplines. Il est inscrit au Touquet au sein du club U.S. Touquet-Paris-Plage (club DN1). Membre de l'équipe des « Touristes-routiers », il porte le dossard no 198 et se classe 65e à l'issue de la 4e étape. Il abandonne à l'issue de la 8e étape « Bordeaux-Hendaye ». Ce sera sa seule participation au Tour de France. Il meurt le 16 octobre 1976 à Boulogne-sur-Mer,,

## La commune labellisée «Ville à Vélo du Tour de France»
Le 6 mai 2021, la commune reçoit le label « Ville à Vélo du Tour de France » avec deux vélos et la plaque, à l'entrée de la commune, a été révélée le 5 juin.

## Pour approfondir